# Daphnis moorei
Daphnis moorei là một loài bướm đêm thuộc họ Sphingidae. Loài này có ở Indonesia (bao gồm Moluccas), Papua New Guinea và nửa phần miền bắc Úc.
Phía trên cánh trước giống của loài Daphnis hypothous.